# Riksdagsvalet i Sverige 2006
Riksdagsvalet i Sverige 2006 ägde rum den 17 september 2006. För första gången sedan 1994 fick Sverige en borgerlig regering.

## Valrörelsen
Inför riksdagsvalet 2006 befann sig Socialdemokraterna i regeringsställning genom regeringen Persson som styrde landet i samarbete med två stödpartier, Miljöpartiet de Gröna och Vänsterpartiet. Detta såg ut att bli en eventuell röd-grön koalitionsregering efter riksdagsvalet 2006. Men Göran Persson och Socialdemokraterna uttryckte istället att man ville söka fortsatt stöd för en socialdemokratisk minoritetsregering.
Den 30 augusti 2004 träffades de fyra borgerliga partiledarna hemma hos Centerpartiets Maud Olofsson i Högfors och bildade Allians för Sverige. I slutet av augusti 2006 presenterades ett gemensamt valmanifest. Med undantag för Moderaterna gick de borgerliga partierna till val även med varsitt eget valmanifest. Totalt fanns alltså fyra borgerliga valmanifest.
Statsminister Göran Persson omvaldes 2005 för ytterligare en fyraårsperiod som Socialdemokraternas partiordförande, och var partiets självklara statsministerkandidat i riksdagsvalet 2006. Partiet presenterade sitt valmanifest i mitten av augusti, och det mottogs i huvudsak positivt av samarbetspartierna Vänsterpartiet och Miljöpartiet. Miljöpartiet krävde ministerplatser i en eventuell koalitionsregering[källa behövs], medan Vänsterpartiet uttalade att man kunde vara beredda att fälla en socialdemokratisk regering om man inte fick tillräckligt med utrymme att föra en vänsterpolitik. Partiet tänkte heller inte stödja en regering bestående av enbart Socialdemokraterna och Miljöpartiet.
Valrörelsen dominerades av arbetsmarknadsfrågor, och enligt Statistiska centralbyråns undersökning var sysselsättningen väljarnas viktigaste fråga inför valet. Här var särskilt de borgerliga partierna pådrivande, samtidigt som Vänsterpartiet ville ha 200 000 nya jobb i offentlig sektor och höjt tak på arbetslöshetskassan. Socialdemokraterna gick även till val på ett höjt tak, och fortsatta plusjobb, en arbetsmarknadspolitisk åtgärd som fått hård kritik av oppositionen, som föreslog att slopa de subventionerade jobben samt sänka taket för a-kassan. Under våren debatterades Centerpartiets kontroversiella förslag om ungdomsavtal.
En uppmärksammad fråga under sommaren var ett folkpartistiskt förslag om kulturkanon och språktester för nya invandrare, förslag som dock inte fanns med i Alliansens valmanifest eller mottogs positivt av de övriga allianspartierna. Kristdemokraterna lyckades föra upp sina viktigaste frågor, familjepolitiken och fastighetsskatten, på dagordningen. En fråga som präglade valrörelsens sista veckor var också den så kallade regeringsfrågan. Medan Allians för Sverige var eniga om att de önskade styra tillsammans var det oklart hur en eventuell vänsterregering skulle se ut och vilka partier den skulle bestå av.

## Valresultat

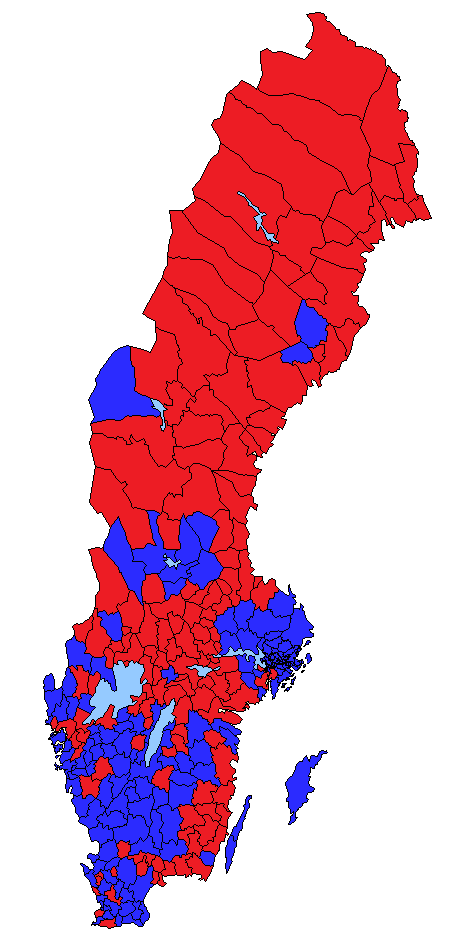
Röstfördelning kommunvis. Blå indikerar Allians för Sverige (M, C, FP, KD). Röd det Röd-gröna blocket (S, V, MP)
Röstfördelning länsvis. Blå indikerar Allians för Sverige (M, C, FP, KD). Röd det Röd-gröna blocket (S, V, MP)

|                        | Socialdemokraterna                             | Göran Persson                                                  | 1 942 625 | 34,99 | −4,86  | 130 | −14 |  |  |  |  |  |  |  |  |  |
|                        | Moderata samlingspartiet                       | Fredrik Reinfeldt                                              | 1 456 014 | 26,23 | +10,97 | 97  | +42 |  |  |  |  |  |  |  |  |  |
|                        | Centerpartiet                                  | Maud Olofsson                                                  | 437 389   | 7,88  | +1,69  | 29  | +7  |  |  |  |  |  |  |  |  |  |
|                        | Folkpartiet liberalerna                        | Lars Leijonborg                                                | 418 395   | 7,54  | −5,85  | 28  | −20 |  |  |  |  |  |  |  |  |  |
|                        | Kristdemokraterna                              | Göran Hägglund                                                 | 365 998   | 6,59  | −2,56  | 24  | −9  |  |  |  |  |  |  |  |  |  |
|                        | Vänsterpartiet                                 | Lars Ohly                                                      | 324 722   | 5,85  | −2,54  | 22  | −8  |  |  |  |  |  |  |  |  |  |
|                        | Miljöpartiet de Gröna                          | Maria Wetterstrand och Peter Eriksson (språkrör)               | 291 121   | 5,24  | +0,59  | 19  | +2  |  |  |  |  |  |  |  |  |  |
|                        | Sverigedemokraterna                            | Jimmie Åkesson                                                 | 162 463   | 2,93  | +1,49  | —   | —   |  |  |  |  |  |  |  |  |  |
|                        | Feministiskt initiativ                         | Gudrun Schyman, Devrim Mavi och Sofia Karlsson (talespersoner) | 37 954    | 0,68  | —      | —   | —   |  |  |  |  |  |  |  |  |  |
|                        | Piratpartiet                                   | Rickard Falkvinge                                              | 34 918    | 0,63  | —      | —   | —   |  |  |  |  |  |  |  |  |  |
|                        | Sveriges pensionärers intresseparti            | Brynolf Wendt                                                  | 28 806    | 0,52  | −0,19  | —   | —   |  |  |  |  |  |  |  |  |  |
|                        | Junilistan                                     | Nils Lundgren                                                  | 26 072    | 0,47  | —      | —   | —   |  |  |  |  |  |  |  |  |  |
|                        | Sjukvårdspartiet                               | Kenneth Backgård                                               | 11 519    | 0,21  | —      | —   | —   |  |  |  |  |  |  |  |  |  |
|                        | Nationaldemokraterna                           | Nils-Eric Hennix                                               | 3 064     | 0,06  | −0,11  | —   | —   |  |  |  |  |  |  |  |  |  |
|                        | Enhet                                          | Ulf Wåhlström                                                  | 2 648     | 0,05  | —      | —   | —   |  |  |  |  |  |  |  |  |  |
|                        | Nationalsocialistisk front                     | Anders Ärleskog och Daniel Höglund                             | 1 417     | 0,03  | —      | —   | —   |  |  |  |  |  |  |  |  |  |
|                        | Ny Framtid                                     | Sune Lyxell                                                    | 1 171     | 0,02  | −0,16  | —   | —   |  |  |  |  |  |  |  |  |  |
|                        | Rättvisepartiet Socialisterna                  | Per-Åke Westerlund                                             | 1 097     | 0,02  | −0,01  | —   | —   |  |  |  |  |  |  |  |  |  |
|                        | Folkets Vilja                                  | Donald Forsberg                                                | 881       | 0,02  | —      | —   | —   |  |  |  |  |  |  |  |  |  |
|                        | Kommunisterna                                  | Jan Jönsson                                                    | 438       | 0,01  | −0,01  | —   | —   |  |  |  |  |  |  |  |  |  |
|                        | Unika partiet                                  | Linda Rosing                                                   | 222       | 0,00  | —      | —   | —   |  |  |  |  |  |  |  |  |  |
|                        | Klassiskt Liberala Partiet                     | Andreas Agorander                                              | 202       | 0,00  | —      | —   | —   |  |  |  |  |  |  |  |  |  |
|                        | Allianspartiet                                 | Leo Harvigsson                                                 | 133       | 0,00  | —      | —   | —   |  |  |  |  |  |  |  |  |  |
|                        | Kvinnokraft                                    | Ingrid Jordebo                                                 | 116       | 0,00  | —      | —   | —   |  |  |  |  |  |  |  |  |  |
|                        | Europeiska arbetarpartiet                      | Ulf Sandmark                                                   | 83        | 0,00  | —      | —   | —   |  |  |  |  |  |  |  |  |  |
|                        | Aktiv Demokrati                                | (uppgift saknas)                                               | 81        | 0,00  | —      | —   | —   |  |  |  |  |  |  |  |  |  |
|                        | Frihetliga rättvisepartiet                     | Bernt Bäckström                                                | 75        | 0,00  | —      | —   | —   |  |  |  |  |  |  |  |  |  |
|                        | Sveriges Nationella Demokratiska Parti         | (uppgift saknas)                                               | 68        | 0,00  | —      | —   | —   |  |  |  |  |  |  |  |  |  |
|                        | Partiet.se                                     | Ulf Linde                                                      | 61        | 0,00  | —      | —   | —   |  |  |  |  |  |  |  |  |  |
|                        | Septemberlistan                                | (uppgift saknas)                                               | 51        | 0,00  | —      | —   | —   |  |  |  |  |  |  |  |  |  |
|                        | Kommunistiska förbundet                        | (uppgift saknas)                                               | 30        | 0,00  | —      | —   | —   |  |  |  |  |  |  |  |  |  |
|                        | Nordisk Union                                  | Stig Ramsing                                                   | 24        | 0,00  | —      | —   | —   |  |  |  |  |  |  |  |  |  |
|                        | Skånepartiet                                   | Carl P. Herslow                                                | 11        | 0,00  | —      | —   | —   |  |  |  |  |  |  |  |  |  |
|                        | Skattereformisterna                            | (uppgift saknas)                                               | 9         | 0,00  | —      | —   | —   |  |  |  |  |  |  |  |  |  |
|                        | Rikshushållarna                                | (uppgift saknas)                                               | 8         | 0,00  | —      | —   | —   |  |  |  |  |  |  |  |  |  |
|                        | Miata Partiet                                  | (uppgift saknas)                                               | 7         | 0,00  | —      | —   | —   |  |  |  |  |  |  |  |  |  |
|                        | Demokratiska partiet de nya svenskarna D.P.N.S | (uppgift saknas)                                               | 6         | 0,00  | —      | —   | —   |  |  |  |  |  |  |  |  |  |
|                        | Fårgutapartiet                                 | (uppgift saknas)                                               | 6         | 0,00  | —      | —   | —   |  |  |  |  |  |  |  |  |  |
|                        | PALMES PARTI                                   | (uppgift saknas)                                               | 5         | 0,00  | —      | —   | —   |  |  |  |  |  |  |  |  |  |
|                        | Republikanerna                                 | (uppgift saknas)                                               | 2         | 0,00  | —      | —   | —   |  |  |  |  |  |  |  |  |  |
|                        | VIKINGAPARTIET-VALVARUHUSET 53 PARTIER         | (uppgift saknas)                                               | 1         | 0,00  | —      | —   | —   |  |  |  |  |  |  |  |  |  |
|                        | Övriga partier                                 | x                                                              | 1365      | 0,03  | —      | —   | —   |  |  |  |  |  |  |  |  |  |
|                        | Allians för Sverige (m, c, fp, kd)             | –                                                              | 2 677 796 | 48,24 | +4,25  | 178 | +20 |  |  |  |  |  |  |  |  |  |
|                        | Röd-gröna blocket (s, v, mp)                   | –                                                              | 2 558 468 | 46,08 | −6,81  | 171 | −20 |  |  |  |  |  |  |  |  |  |
|                        |                                                |                                                                |           |       |        |     |     |  |  |  |  |  |  |  |  |  |
| Giltiga röster totalt  | Giltiga röster totalt                          | Giltiga röster totalt                                          | 5 551 278 | 98,25 | –      | –   | –   |  |  |  |  |  |  |  |  |  |
| Blanka ogiltiga röster | Blanka ogiltiga röster                         | Blanka ogiltiga röster                                         | 96 922    | 1,72  | –      | –   | –   |  |  |  |  |  |  |  |  |  |
| Övriga ogiltiga röster | Övriga ogiltiga röster                         | Övriga ogiltiga röster                                         | 2 216     | 0,04  | –      | –   | –   |  |  |  |  |  |  |  |  |  |
| Totalt                 | Totalt                                         | Totalt                                                         | 5 650 416 | 81,99 | –      | 349 | –   |  |  |  |  |  |  |  |  |  |

- Röstfördelning kommunvis.
Blå indikerar Allians för Sverige (M, C, FP, KD).
Röd det Röd-gröna blocket (S, V, MP)
- Röstfördelning länsvis.
Blå indikerar Allians för Sverige (M, C, FP, KD).
Röd det Röd-gröna blocket (S, V, MP)

## Opinionsundersökningar
| Val/valundersökning         | Röd-Gröna blocket | Röd-Gröna blocket | Röd-Gröna blocket | Allians för Sverige | Allians för Sverige | Allians för Sverige | Allians för Sverige | Övriga | Röd-Gröna Blocket | Allians för Sverige | Block- skillnad |
| Val/valundersökning         | V                 | S                 | MP                | C                   | FP                  | KD                  | M                   | Övriga | Röd-Gröna Blocket | Allians för Sverige | Block- skillnad |
| --------------------------- | ----------------- | ----------------- | ----------------- | ------------------- | ------------------- | ------------------- | ------------------- | ------ | ----------------- | ------------------- | --------------- |
| Val/valundersökning         |                   |                   |                   |                     |                     |                     |                     | Övriga |                   |                     | Block- skillnad |
| Valet 17 september 2006.    | 5,8               | 35,0              | 5,2               | 7,9                 | 7,5                 | 6,5                 | 26,2                | 5,5    | 46,0              | 48,1                | +2,1            |
| 11 september 2006 (Sifo).   | 5,6               | 36,1              | 5,2               | 7,5                 | 7,2                 | 7,2                 | 25,9                | 2,9    | 46,9              | 47,8                | +0,9            |
| December 2004. (SCB)        | 7,6               | 37,9              | 4,7               | 6,7                 | 12,0                | 5,5                 | 23,4                | 2,2    | 50,2              | 47,6                | +2,6            |
| 8 juli 2004. (Skop)         | 9,0               | 37,6              | 5,8               | 6,8                 | 12,6                | 6,9                 | 18,5                | 2,8    | 52,4              | 44,8                | +7,6            |
| 12 mars 2004. (Skop)        | 8,4               | 38,1              | 4,6               | 5,9                 | 14,4                | 7,8                 | 17,7                | 3,1    | 51,1              | 45,8                | +5,3            |
| 4 september 2003. (Skop)    | 9,2               | 37,4              | 5,3               | 6,9                 | 14,5                | 9,2                 | 14,6                | 2,8    | 51,9              | 45,2                | +6,7            |
| Maj 2003. (SCB)             | 9,1               | 38,3              | 4,6               | 6,5                 | 14,5                | 8,2                 | 16,8                | 2,1    | 52,0              | 46,0                | +6,0            |
| 14 februari 2003. (Sifo)    | 6,9               | 41,7              | 4,6               | 5,7                 | 14,8                | 8,6                 | 14,9                | 2,8    | 53,2              | 44,0                | +9,2            |
| 6 december 2002. (Demoskop) | 9,2               | 40,0              | 3,6               | 6,6                 | 15,2                | 8,1                 | 14,4                | 2,8    | 52,8              | 44,3                | +8,5            |
| 5 november 2002. (Demoskop) | 9,2               | 39,6              | 4,7               | 5,0                 | 14,9                | 8,5                 | 13,9                | 4,2    | 53,5              | 42,3                | +11,2           |
| 26 september 2002. (Gallup) | 8,4               | 42,3              | 4,1               | 6,1                 | 16,1                | 7,5                 | 13,4                | 2,2    | 54,8              | 43,1                | +11,7           |
| Valet 15 september 2002.    | 8,4               | 39,8              | 4,6               | 6,2                 | 13,4                | 9,1                 | 15,2                | 3,3    | 52,8              | 43,9                | +8,9            |

Källa: 

## SVTVALUden 17 september 2006
Så röstade de 12 316 tillfrågade med sina poströster och människor i 90 vallokaler.
Vallokalsundersökningen uppmärksammade allting och gav en korrekt fingervisning och antydde på en borgerlig seger. När sedan under valnatten då rösterna räknades och det rapporterades in så såg det länge ut som att de röda kunde sitta kvar men sedan senare så började det gå tillbaka och bli mer likt vallokalsundersökningen.
|  | Socialdemokraterna                | Göran Persson                         | 34,3 | −5,5  |
|  | Moderaterna                       | Fredrik Reinfeldt                     | 26,6 | +11,4 |
|  | Centerpartiet                     | Maud Olofsson                         | 8,2  | +2,0  |
|  | Kristdemokraterna                 | Göran Hägglund                        | 7,6  | −1,5  |
|  | Folkpartiet liberalerna           | Lars Leijonborg                       | 7,3  | −6,1  |
|  | Vänsterpartiet                    | Lars Ohly                             | 5,8  | −2,6  |
|  | Miljöpartiet de Gröna             | Maria Wetterstrand och Peter Eriksson | 5,5  | +1,0  |
|  | Övriga partier                    |                                       | 4,7  | +1,4  |
|  | Borgerliga blocket (m, fp, kd, c) | –                                     | 49,7 | +5,8  |
|  | Röd-gröna blocket (s, v, mp)      | –                                     | 45,6 | −7,2  |

### Övriga partiers SVT:sVALUresultat[7]
| Parti | Parti                               | Partiledare                                                    |     |
| Parti | Parti                               | Partiledare                                                    | %   |
| ----- | ----------------------------------- | -------------------------------------------------------------- | --- |
|       | Sverigedemokraterna                 | Jimmie Åkesson                                                 | 1,9 |
|       | Feministiskt initiativ              | Gudrun Schyman, Devrim Mavi och Sofia Karlsson (talespersoner) | 1,0 |
|       | Junilistan                          | Nils Lundgren                                                  | 0,5 |
|       | Sveriges pensionärers intresseparti | Brynolf Wendt                                                  | 0,3 |
|       | Sjukvårdspartiet                    | Kenneth Backgård                                               | 0,2 |
|       | Övriga partier                      |                                                                | 0,9 |

### Riksdagspartiernas valaffischer
| Parti                   | Valaffisch                            |
| ----------------------- | ------------------------------------- |
| Socialdemokraterna      | Alla ska med                          |
| Vänsterpartiet          | Rättvisa kommer från vänster          |
| Miljöpartiet de Gröna   | Rösta Långsiktigt                     |
| Moderaterna             | Sverige behöver ett nytt arbetarparti |
| Centerpartiet           | Allt börjar hos dig                   |
| Folkpartiet liberalerna | Framtidens nyheter                    |
| Kristdemokraterna       | JA! Mer valfrihet                     |

### Valbevakningen
2006 års riksdagsval var det mest mediebevakade riksdagsvalet någonsin i Sverige.
Enligt en undersökning som gjorts av massmedieprofessorn Kent Asp och som publicerades på DN debatt den 17 september, har medierapporteringen gynnat Alliansen. Sex av tio nyhetsrapporter har beskrivit sysselsättningen och ekonomin i negativa termer, trots den rådande högkonjunkturen.
SVT och TV4 bevakade valet flitigt. SVT24 sände valrelaterade program mellan 09:30 och 15:00 samtliga vardagar i en månad före valet.
Aftonbladet och LunarStorm genomförde för andra valet i rad sin satsning Ungt Val för att få fler ungdomar att rösta och engagera sig i politiken.

#### Spionaffären i den svenska valrörelsen 2006
Den 4 september 2006 polisanmälde Socialdemokraterna ett dataintrång i Socialdemokraternas interna nätverk, som ska ha bedrivits under längre tid. Affären fick flera partimedlemmar inom Folkpartiet att avgå från sina poster.

## Statligt partistöd
Sverigedemokraterna var det enda partiet utanför riksdagen som klarade 2,5 %-spärren för statligt partistöd.

## Mandatfördelning mellan blocken
De fyra borgerliga partierna, Allians för Sverige, fick 178 mandat mot de rödgröna samarbetspartiernas 171 mandat. Sammanlagt var 6 892 009 personer valberättigade och av dessa röstade 81,99 procent, en ökning med 1,88 procentenheter jämfört med riksdagsvalet 2002.

## Regeringsbildning
På eftermiddagen den 18 september träffade statsminister Göran Persson riksdagens talman Björn von Sydow och lämnade in sin och regeringens avskedsansökan. Talmannen entledigade omedelbart statsministern och de övriga statsråden, men uppmanade dem att sitta kvar som expeditionsregering i väntan på en ny regerings formella tillträde. Under måndagen och tisdagen träffade talmannen företrädarna för samtliga riksdagspartier. På tisdagen den 19 september träffade talmannen Moderaternas partiledare Fredrik Reinfeldt och bad denne undersöka förutsättningarna att bilda en borgerlig fyrpartiregering bestående av Moderata samlingspartiet, Centerpartiet, Folkpartiet liberalerna och Kristdemokraterna. Maud Olofsson krävde den 20 september att hälften av ministrarna skulle vara kvinnor. Lars Leijonborg instämde i detta, medan Fredrik Reinfeldt och Göran Hägglund förhöll sig mer avvaktande.
Måndagen den 2 oktober valdes moderaten Per Westerberg till ny talman i riksdagen och övertog arbetet med regeringsbildningen. Den nye talmannen föredrog sitt förslag om att utse Fredrik Reinfeldt (M) till ny statsminister för riksdagen, tisdagen den 3 oktober. Förslaget bordlades därefter två gånger, innan omröstning skedde torsdagen den 5 oktober.
Innan omröstningen avgav några av partiernas gruppledare röstförklaringar:
Britt Bohlin Olsson (S) förklarade att omröstningen indirekt gällde den framtida regeringens program. Med hänsyn till den politik som en borgerlig regering kunde antas föra skulle Socialdemokraterna rösta nej.
Åsa Torstensson (C) menade att de fyra borgerliga partierna i Allians för Sverige hade gått till val på ett gemensamt valmanifest. Denna allians hade fått en majoritet i valet och Centerpartiet skulle därför rösta ja.
Alice Åström (V) förklarade att talmannens förslag att utse Reinfeldt som statsminister förvisso var i linje med parlamentarismens principer. Omröstningen gällde dock i sak den politik som en borgerlig regering kunde antas föra och som Vänsterpartiet var motståndare till. Vänsterpartiet skulle därför rösta nej.
Mikael Johansson (MP) menade att det parti som i denna omröstning lade ned sina röster skulle ge sitt passiva stöd. Därför skulle Miljöpartiet rösta nej.
Omröstningen slutade med 175 ja-röster och 169 nej-röster. Fem ledamöter var frånvarande. Riksdagen hade därmed valt Fredrik Reinfeldt till statsminister. Efter omröstningen överlämnade talmannen på riksdagens vägnar förordnade till statsministern.
Den 6 oktober tillträdde Regeringen Reinfeldt vid en traditionsenlig konselj på Stockholms slott under konung Carl XVI Gustafs ordförandeskap.